# Jurkiwka (Saporischschja)
Jurkiwka ( ukrainisch Юрківка; russisch Юрковка Jurkowka) ist ein Dorf im Norden der ukrainischen Oblast Saporischschja mit etwa 1800 Einwohnern (2004).
Das 1790 gegründete Dorf trägt seit 1905 seinen heutigen Namen, es liegt am linken Ufer der 146 km langen Kinska gegenüber dem Dorf Tawrijske an der Territorialstraße T–08–03. Jurkiwka befindet sich etwa 50 km südöstlich vom Oblastzentrum Saporischschja und 13 km nordwestlich vom ehemaligen Rajonzentrum Orichiw.
Am 28. Juli 2016 wurde das Dorf ein Teil der neugegründeten Landgemeinde Tawrijske, bis dahin bildete es die gleichnamige Landratsgemeinde Jurkiwka (Юрківська сільська рада/Jurkiwska silska rada) im Zentrum des Rajons Orichiw.
Am 17. Juli 2020 kam es im Zuge einer großen Rajonsreform zum Anschluss des Rajonsgebietes an den Rajon Saporischschja.